# حارة جبل مذبح الغربي (صنعاء)
حارة جبل مذبح الغربي هي إحدى حارات حي معين بمديرية معين إحد مديريات العاصمة اليمنية صنعاء، بلغ تعداد سكانها 2421 نسمة حسب تعداد اليمن لعام 2004.